# إد كارد
إد كارد (بالإنجليزية: Ed Card)‏ هو متزلج جماعي أمريكي، ولد في 16 ديسمبر 1946 في هدسون في الولايات المتحدة.

## وصلات خارجية
- إد كارد على موقع أوليمبيديا (الإنجليزية)